# باسالاري (نصروان)
باسالاري (بالفارسية: پاسالاری) هي قرية تقع في إيران في البلدة المركزية. يقدر عدد سكانها بـ 61 نسمة بحسب إحصاء 2016.